# Srŏk Kông Pĭsei
Srŏk Kông Pĭsei är ett distrikt i Kambodja.   Det ligger i provinsen Kampong Spoe, i den södra delen av landet, 40 km sydväst om huvudstaden Phnom Penh. Antalet invånare är 97 006.